# Рамсден, Джесси
Джесси Рамсден (англ. Jesse Ramsden; 1735—1800) — английский механик и оптик. Приходился внучатым племянником математику и астроному А. Шарпу и зятем оптику Джону Доллонду.

## Биография
Родился неподалёку от Галифакса (Уэст-Йоркшир, Англия). В 1755 году переехал в Лондон, где в 1758 году поступил учеником к известному механику и оптику Д. Доллонду, женился на его дочери и открыл собственную механическую мастерскую.
Внес большой вклад в технологии изготовления оптических инструментов. Изобрел машину для деления кругов, основанную на принципе бесконечного винта. Верньеры, служившие для отсчитывания делений, заменил микроскопами. Предложил освещать поле зрения труб через пустую ось вращения. Разработал ахроматический окуляр, названный в его честь, а также работал над новой конструкцией электростатических генераторов. Кроме того, оставил мемуары о микрометрах и об определении удельного веса жидкостей.
Сочинение Рамсдена «Описание машины для разделения математических инструментов» (англ. Description of an engine for dividing mathematical instruments, Лондон, 1777) было переведено на французский и немецкий языки.
Самая известная его работа — 5-футовый альтазимут Палермской обсерватории, который был закончен в 1789 и впоследствии использовался Джузеппе Пьяцци для составления звёздного каталога.
В 1791 году он изготовил телескоп для сэра Джорджа Шакбурга, английского политического деятеля и астронома.
Примерно в 1785 году Рамсден по заказу Британского геодезического общества c помощью своего точного разделительного механизма изготовил теодолит, который был использован для измерения расстояний между Гринвичем, Лондоном и Парижем. За эту работу Рамсден был награждён медалью Копли в 1795 году.
В 1786 избран членом Лондонского королевского общества, в 1793 — иностранным почётным членом Петербургской академии наук.
В его честь названа система борозд и кратер на Луне